# U28B型柴油机车
U28B型柴油机车是美国通用电气公司于1966年推出的一款柴油机车。

## 开发背景
1950年中期，通用电气公司开始涉足干线柴油机车的市场，向市场推出一系列“通用”系列柴油机车（Universal series）。1959年，通用电气公司首次推出U25B型柴油机车，这款机车装用一台2500马力的FDL16型柴油机，随即成为当时美国国内单机功率最大的四轴柴油机车，还采用了模块化电子控制系统、防滑行防空转系统、中央空气滤清系统等崭新技术。由于其优异性能和可靠表现，联合太平洋铁路、賓夕法尼亞鐵路、南太平洋鐵路、紐約中央鐵路、岩岛铁路等一级铁路公司相继订购了U25B型柴油机车。
通用电气公司在U25B型柴油机车取得成功之后，于1966年初继续推出增大功率的U28B型柴油机车，其主要竞争对象是易安迪的GP40型柴油机车，另外还同时推出六轴版本的U28C型柴油机车。U28B型柴油机车型号当中的“U”代表“通用”系列、“28”代表单节功率为2800马力、“B”代表机车轴式为Bo-Bo。U28B型柴油机车的首张订单来自美国中西部地区的密尔沃基铁路，不久之后岩岛铁路、伯靈頓鐵路、大北方铁路、紐約中央鐵路、诺福克和西方铁路、匹兹堡和伊利湖铁路等铁路公司亦相继订购，这些公司当中大多数之前也曾经购置U25B型柴油机车。U28B型柴油机车的批量生产维持不足一年，就被功率更大的U30B型柴油机车取代。
U28B型柴油机车仍然装用一台16气缸、四冲程、涡轮增压的FDL16型中速柴油机，但额定功率从2500马力提高至2800马力，除此之外早期的U28B型柴油机车实际上与后期的U25B型柴油机车完全一样，传动系统同样使用直—直流电传动，柴油机直接驱动一台GT-598型直流牵引发电机，并将发出的直流电供给四台并联的GE-752型串励直流牵引电动机。随着采用交—直流电传动的U30B型柴油机车于1966年5月面世，部分后期生产的U28B型柴油机车亦改装GTA-9型三相交流同步发电机和硅二极管整流器。

## 初始用户
| 铁路公司                 | 数量 | 机车编号                          | 备注                        |
| ------------------------ | ---- | --------------------------------- | --------------------------- |
| 芝加哥，伯靈頓和昆西鐵路 | 20   | 106～115、140～149                |                             |
| 密尔沃基铁路             | 17   | 130～135、137～140、380、393～398 |                             |
| 芝加哥，岩島和太平洋鐵路 | 42   | 240～281                          |                             |
| 通用电气（样板车）       | 4    | 7025～7028                        | 于1966年8月售予南太平洋铁路 |
| 大北方铁路               | 6    | 2524～2529                        |                             |
| 路易斯维尔和纳什维尔铁路 | 5    | 2500～2504                        |                             |
| 紐約中央鐵路             | 2    | 2822～2823                        |                             |
| 诺福克和西方铁路         | 30   | 1900～1929                        |                             |
| 匹兹堡和伊利湖铁路       | 22   | 2800～2821                        |                             |

## 参看
- U25B型柴油机车
- U30B型柴油机车
- U28C型柴油机车
- 通用系列柴油机车